# بررسی سیاست جهانی با نژاد یاماتو به عنوان هسته
بررسی سیاست جهانی با نژاد یاماتو به عنوان هسته (به ژاپنی: 大和民族を中核とする世界政策の検討, Yamato Minzoku wo Chūkaku to suru Sekai Seisaku no Kentō) یک گزارش مخفی دولت ژاپن است که توسط مرکز بررسی مشکلات جمعیتِ وزارت بهداشت، کار و رفاه ایجاد، و در تاریخ ۱ ژوئیه سال ۱۹۴۳ تکمیل شد.
این سند شامل شش جلد در مجموع ۳٬۱۲۷ صفحه، مربوط به نژادگرایی علمی است. به طور کلی، منطق سیاست‌های اتخاذ شده توسط ژاپن در زمان جنگ جهانی نسبت به سایر نژادها، در عین حال چشم‌انداز حوزه سعادت مشترک آسیای شرقی بزرگ تحت کنترل ژاپن را ارائه می‌دهد.
این سند به سبک آکادمیک نوشته شده‌است، بررسی ۲۹۹ فلسفه غربی در مورد نژاد از نوشته‌های افلاطون و ارسطو گرفته تا دانشمندان علوم اجتماعی آلمان مدرن، مانند کارل هاوسهفر. ارتباط بین نژادپرستی، ملی‌گرایی و امپریالیسم نیز، با استناد به منابع انگلیسی و آلمانی ادعا شده‌است، نظامی‌گری ژاپن، توسعه طلبی خارج از کشور نه تنها برای امنیت نظامی و اقتصادی، بلکه برای حفظ آگاهی نژادی نیز ضروری در نظر گرفته شده‌است. همچنین نکاتی در مورد همسان سازی فرهنگی مهاجران نسل دوم و سوم به فرهنگ‌های خارجی نیز ذکر شده‌است.